# Бассеін – Хазіра
Бассеін – Хазіра – газопровідна система, яка забезпечує видачу продукції родовищ нафтогазоносного басейну Мумбай.
В 1988 році у Аравійському морі почалась розробка найбільшого газового родовища країни Бассеін, для видачі продукції якого проклали трубопровід довжиною 231 км (з них 216 км оффшорна ділянка), що прямував від процесингової платформи BPA до газопереробного заводу Хазіра. Він був виконаний в діаметрі 900 мм і мав робочий тиск у 11,8 МПа, що забезпечувало пропускну здатність на рівні 22 млн м3 на добу. 
До 1995-го завершили проект розширення видобутку у нафтогазоносному басейні Мумбай, в межах якого проклали другий газопровід від Бассейн до Хазіри, що брав початок на процесинговій платформі BPB та мав довжину у 244 км (офшорна ділянка 221 км). На цей раз обрали діаметр труби у 1050 мм, що при тому ж робочому тиску у 11,8 МПа забезпечувало пропускну здатність 37 млн м3 на добу. 
Для забезпечення гнучкого режиму роботи системи проклали дві перемички діаметром по 750 мм – від платформи BPA до лінії BPB – Хазіра та від платформи BPB до лінії BPA – Хазіра. Крім того, до системи підключили розташоване західніше найбільше нафтове родовище Індії Мумбай-Хай, яке також продукувало великі обсяги попутного газу. Для цього проклали перемичку до BPB довжиною 78 км з діаметром 700 мм.
Серед інших підключень до системи можливо назвати:
- дві перемички діаметром 450 мм від платформи родовища Панна до ліній BPA – Хазіра та BPB – Хазіра;
- дві перемички від платформи родовища Південне Тапті – завдовжки 70 км з діаметром 450 мм до лінії BPA – Хазіра та довжиною 80 км з діаметром 500 мм до лінії BPB – Хазіра;
- перемичку довжиною 25,5 км з діаметром 400 мм між платформою родовища B-193 та платформою BPB.
Станом на середину 2010-х унаслідок виснаження родовищ завантаження системи було суттєво нижче від максимальної пропускної здатності. Так, в 2015/2016 фінансовому році воно становило 53% та 38% для ліній від BPA та BPB відповідно.